# Ernest Thiel

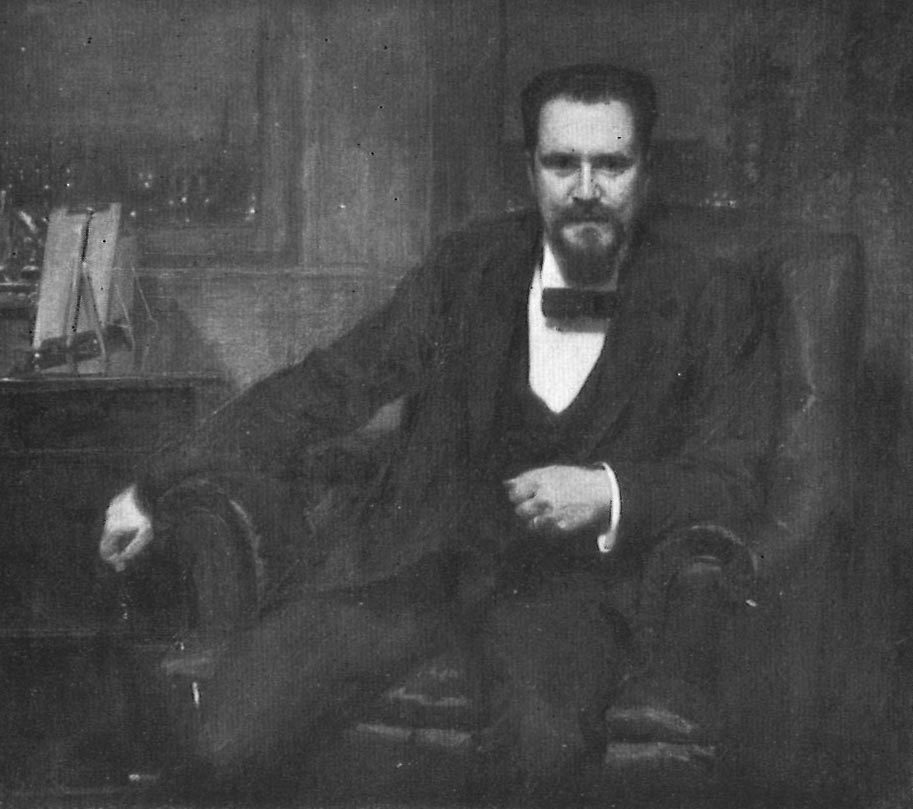
Ernest Thiel pintat per Oscar Björck el 1899.

Ernest Jacques Thiel (Norrköping, 18 d'agost de 1859 – Estocolm, 6 de gener de 1947) fou un financer suec i col·leccionista d'art. En la que va ser la seva la vil·la dins el parc Djurgården d'Estocolm avui s'allotja la Galeria Thielska. Thiel era un gran afeccionat de Nietzsche, i va traduir moltes de les seves obres al suec.
Els seus pares eren l'enginyer catòlic belga Jacques Thiel i Fanny Stiebel, d'alemany-origen jueu. Després dels estudis escolars a Estocolm, Thiel va ser enviat a Alemanya per aprendre comerç en una casa de canvi d'Hamburg, on més tard va treballar en un banc. Va retornar a Estocolm el 1877 i feina trobada en Stockholms Enskilda Bank, el banc de la família Wallenberg. El 1884 esdevingui el director de l'oficina d'Estocolm de Hernösands Enskilda Bank i el 1891 hi havia acumulat prou capital com per crear el seu banc propi, l'Stockholms Kredit- och Diskontoförening, més tard conegut com a Aktiebolaget Stockholms diskontobank, el qual va dirigir fins a 1901. El 1884 es va casar amb Anna Josephson, membre d'un important i coneguda família jueva i cunyada de l'editor Karl Otto Bonnier. Va causar un escàndol quan es va divorciar (1896–97) per casar-se amb Signe Hansen, una vídua jove i bonica amb interessos literaris i artístics que havien estat amiga de la seva dona .
Thiel va començar a col·leccionar art seriosament el 1901, quan va comprar obres per la suma, llavors considerable, de 19.000 corones a l'exposició del grup d'artistes Konstnärsförbundet. L'any següent va comprar 19 pintures per Bruno Liljefors. El pis a Strandvägen on s'havia traslladat amb la segona muller el 1897, començava a estar ple, i el 1904, Thiel va encarregar l'arquitecte Ferdinand Boberg que li construís una vil·la gran a Blockhusudden en Djurgården, l'àrea de parc d'Estocolm. Ràpidament la col·lecció d'art va augmentar i Boberg va haver d'ampliar amb una altra ala l'edifici el 1905. El príncep Eugeni, pintor i col·leccionista, havia demanat recentment Boberg que li dissenyés una residència combinada amb galeria d'art a Waldemarsudde, també dins Djurgården, un fet que pot haver-hi influït Thiel. El príncep va contrarestar inicialment els plans de Thiel i el va obligar a traslladar la seva nova casa a un lloc més lluny de Waldemarsudde del que ell havia volgut, però quan el 1906, Eugeni va donar Thiel una pintura seva, Nattmolnet (El núvol nocturn) va ser un senyal que havia acceptat la seva posició en la vida artística de Suècia.
Ernest Thiel va arribar a comptar amb una gran col·lecció d'art amb obres d'artistes com Bruno Liljefors, Carl Larsson, Anders Zorn, Edvard Munch i Hermen Anglada-Camarasa..